# امامزاده دیزآباد
امامزاده دیزآباد مربوط به دوره قاجار است و در شهرستان اراک، بخش خنداب، ۷ کیلومتری شمال شهر خنداب واقع شده و این اثر در تاریخ ۲ مرداد ۱۳۸۷ با شمارهٔ ثبت ۲۳۱۱۷ به‌عنوان یکی از آثار ملی ایران به ثبت رسیده است.